# دانشگاه تولوز

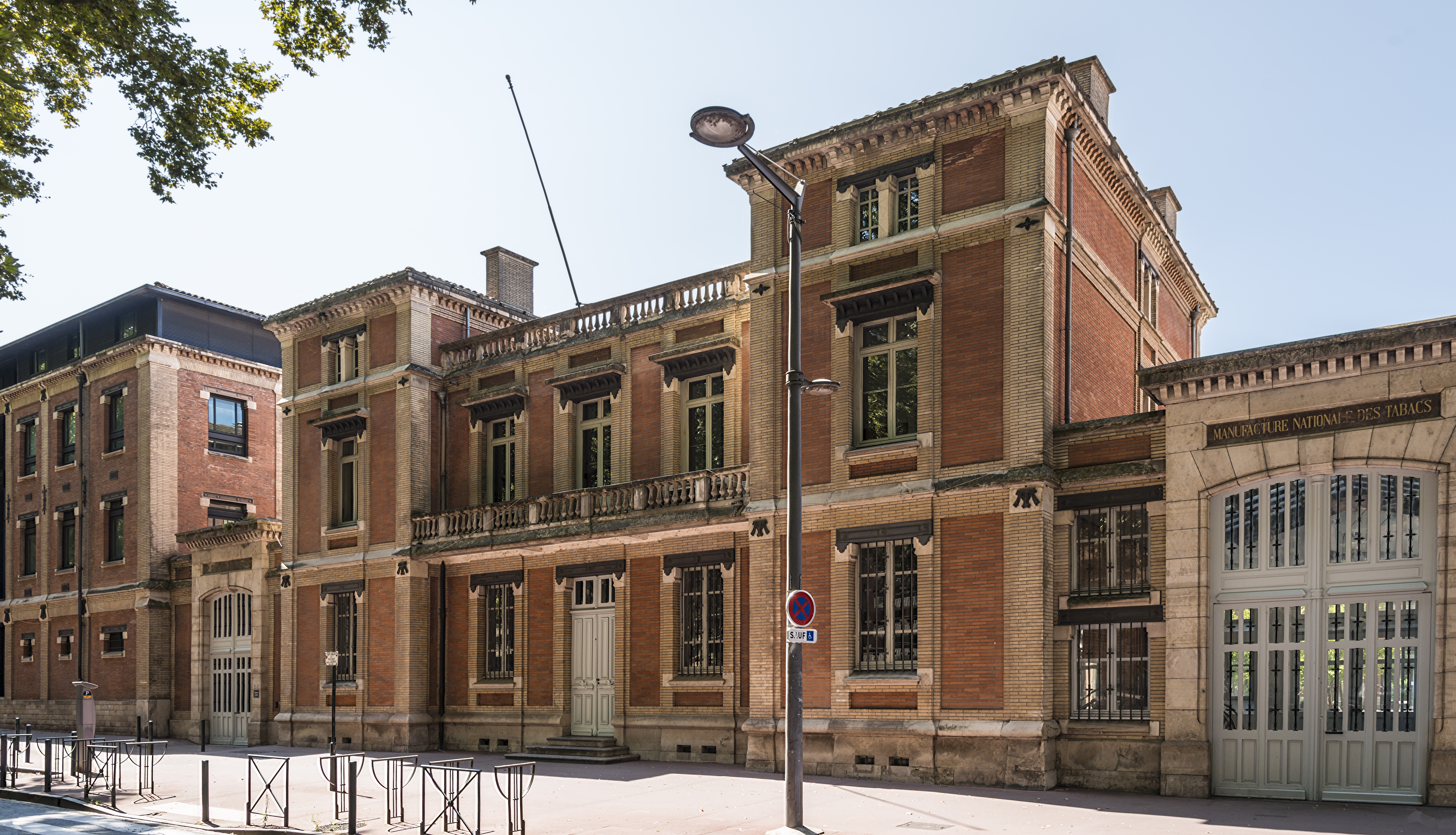
نگاره‌ای از نمای ساختمان دانشگاه تولوز فرانسه - ۲۰۱۴

دانشگاه تولوز مجموعه‌های از نهادهای آموزش عالی در فرانسه است. تاریخ فعالیت این نهادها به ۱۲۲۹ میلادی بازمی‌گردد.